# Cristian Lucchetti
Cristian David Lucchetti (Luján de Cuyo, 26 giugno 1978) è un ex calciatore argentino con passaporto italiano, di ruolo portiere.

## Caratteristiche tecniche
È un portiere goleador; nel corso della sua carriera ha segnato più di 10 gol.

## Carriera
Lucchetti inizia nella squadra del suo paese, il Luján de Cuyo, per poi passare al Banfield nel 1996 rimanendoci fino al 2002; brevi parentesi nel Santos Laguna e nel Racing Club, prima di tornare al Banfield, squadra di cui è anche il rigorista, realizzando in tutto 17 gol. Dopo un prestito al Boca Juniors, è nuovamente tornato al Banfield nel 2011.

## Palmarès

### Club

#### Competizioni nazionali
- Campionato argentino: 1

Banfield: 2009 (A)